# Великий Гаккель
Вели́кий Га́ккель (Великий Аміот; рос. Большой Гаккель, Большой Амиот) — невеликий острів у затоці Петра Великого Японського моря. Знаходиться за 1,4 км на південь від мису Молот, та за 1,9 км на схід від мису Гаккеля. Адміністративно належить до Хасанського району Приморського краю Росії.

## Географія
Острів має видовжену з півночі на південь форму довжиною 480 м, максимальна широта приблизно 130 м. Протяжність берегової смуги 1,3 км. Приблизно 1 км — це скелястий берег на заході, півдні та сході. Інші 300 м — вузький пляж з валунів на півночі. На крайньому півночі тягнеться низька валунна коса площею 0,15 га, яка заросла травою та чагарниками. Поверхня острова рівна, має стрімкі схили, плавно підвищується з півночі на південь. Острів вкритий травою та чагарниками. Невеликі групи дерев зростають на півночі, сході та південному заході. Джерел прісної води немає.

## Історія
Острів названий в 1870-их роках на честь штабс-капітана, керівника будівництва портів Східного океану Модеста Гаккеля.